# Shek O Wan
Shek O Wan (kinesiska: 石澳灣, 石澳湾) är en vik i Hongkong (Kina). Den ligger i den centrala delen av Hongkong.